# Thompsoniana vandepolli
Thompsoniana vandepolli là một loài bọ cánh cứng trong họ Cerambycidae.